# Yang Liwei (cestista)
Yang Liwei (杨力维S, Yáng LìwéiP; Kunming, 2 gennaio 1995) è una cestista cinese.

## Carriera
Con la Cina ha disputato i Giochi olimpici di Tokyo 2020, tre edizioni dei Campionati mondiali (2014, 2018, 2022) e tre dei Campionati asiatici (2015, 2019, 2021).